# Meriones hurrianae
Meriones hurrianae és una espècie de mamífer rosegador de la família dels múrids. Viu a altituds d'entre 75 i 300 msnm a l'Índia, l'Iran i el Pakistan. Es tracta d'un animal diürn i excavador. Els seus hàbitats naturals són les planes al·luvials, les planes argiloses no cultivades, les planes sorrenques, les zones situades entre dunes, les depressions gravenques amb herba i altres tipus de vegetació, els boscos d'acàcies i les vores dels camps de conreu. És una espècie en risc mínim, és a dir, no sembla que hi hagi cap amenaça significativa per a la seva supervivència.